# Paolo Graziani
Paolo Graziani (Bologna, 1882 – Bologna, 1960) è stato un ingegnere e dirigente sportivo italiano, tra i protagonisti della cultura architettonica bolognese nella prima metà del Novecento.

## Biografia
Paolo Graziani nacque a Bologna nel 1882 e si laureò presso la Scuola Reale di Applicazione degli Ingegneri di Bologna.
Fu vice-comandante del Corpo dei Pompieri, dal 1910 al 1927, e dirigente sportivo di primo piano nonché presidente del Bologna FC dal 1925 al 1928.
Membro dell'Accademia Clementina e del Comitato per Bologna storica e artistica, nella sua lunga carriera professionale come ingegnere seppe adeguarsi agli indirizzi architettonici dominanti, dal liberty al razionalismo modernista.

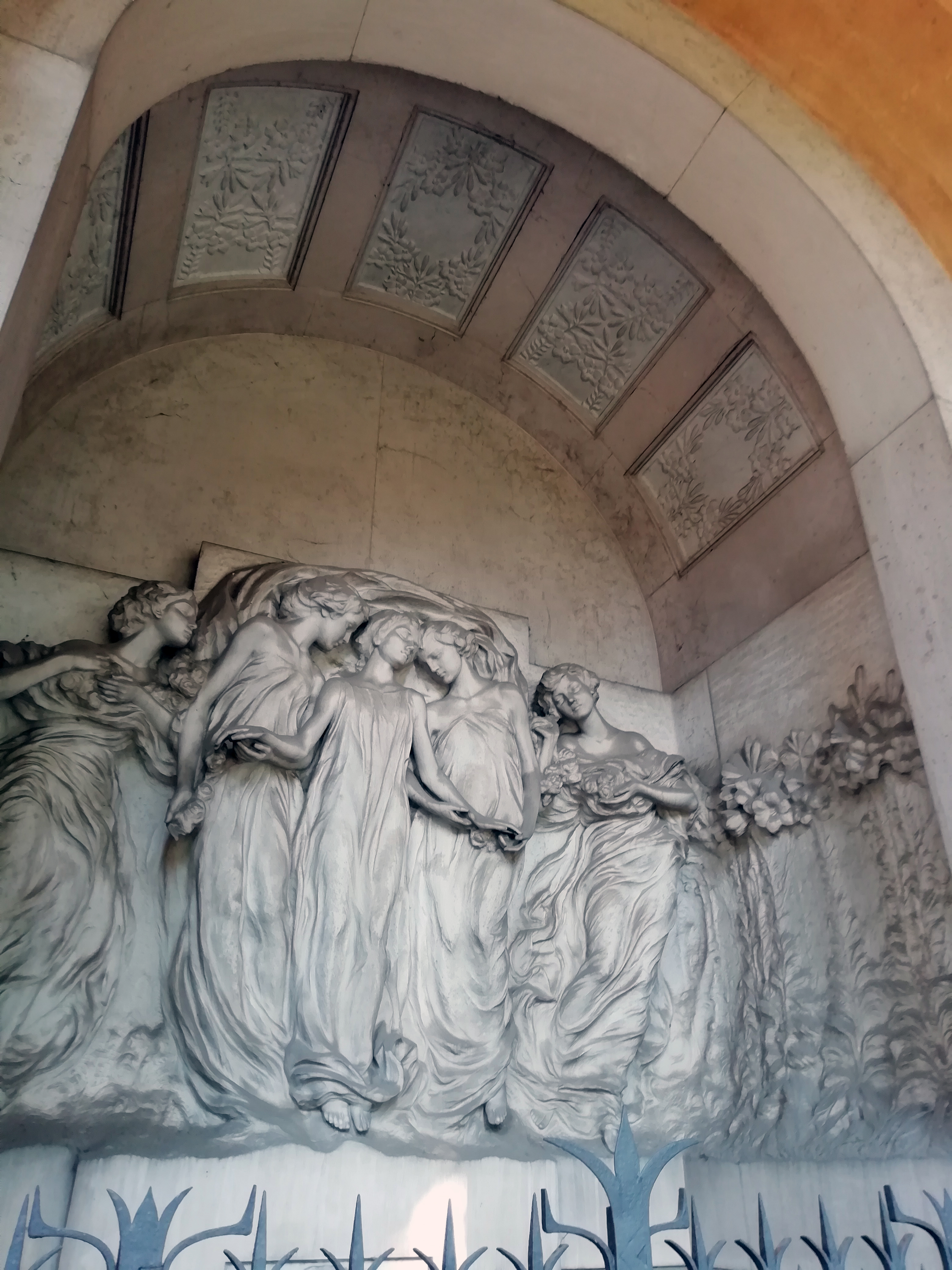
Particolare della Cella Albertoni nella Certosa di Bologna.

Progettò in stile Art Nouveau la Cella Albertoni della Certosa di Bologna, realizzata nel 1908 con Giuseppe Romagnoli e considerata tra le opere di maggior pregio del cimitero monumentale.
Nel 1909 costruì con Ettore Lambertini il Palazzo Alberani in via Farini, tentativo di aggiornare, secondo un modello liberty, la tipologia della tradizionale casa-bottega e a partire da quell'anno il Palazzo Boldrini o Buldrini, all'angolo tra via Irnerio e piazza VIII Agosto.
Durante il ventennio fu nel direttorio del Sindacato Fascista Ingegneri. Nel 1929, In occasione del rinnovamento e dell'allargamento di via Ugo Bassi, Graziani progettò e realizzò gran parte degli edifici affacciati sulla via. Nel 1934, progettò palazzo Scardovi a porta Santo Stefano, prendendo a modello alcune costruzioni moderne di area germanica. Nel 1936, fu la volta del palazzo Lancia, che con la sua torre di cinque piani elevata sui nove sottostanti stabilì «nel panorama cittadino una forte connotazione». Graziani curò anche il restauro del teatro Duse, che riaprì al pubblico nel dicembre del 1945.
Anche nel secondo dopoguerra Paolo Graziani ricoprì importanti incarichi presso l'Ordine degli Ingegneri. Nel 1955 l'ingegnere fu tra i redattori del Piano regolatore generale comunale.
Paolo Graziani si spense a Bologna nel 1960. È sepolto nella Certosa di Bologna, nel pozzetto 540 del portico est del Chiostro V o Maggiore.